# 新疆艺术学院
43°46′10″N 87°37′31″E / 43.76956°N 87.62525°E

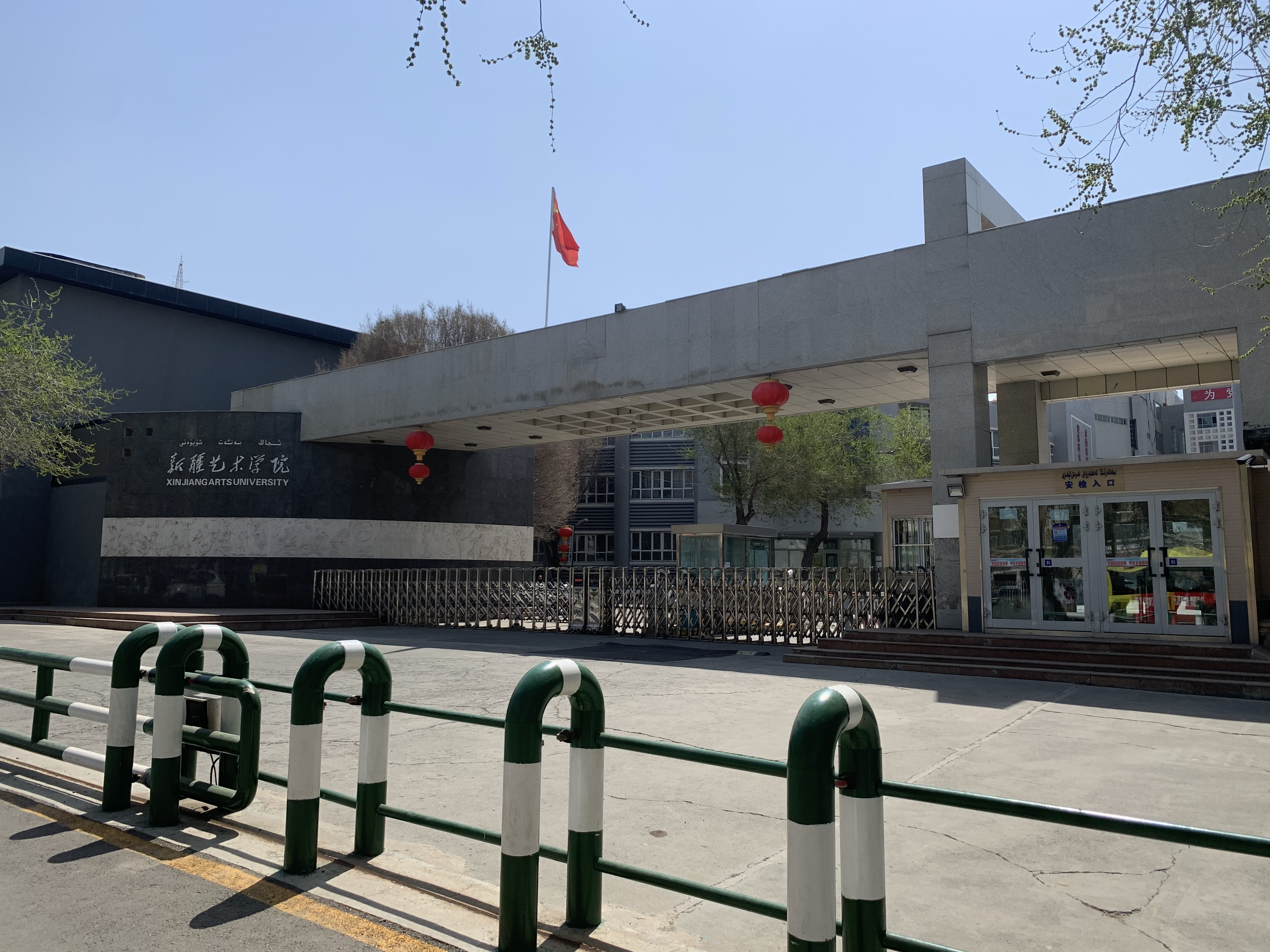
新疆艺术学院

新疆艺术学院，简称新艺，是一所位于新疆维吾尔自治区乌鲁木齐市的艺术高等学府，是西北地区唯一的综合性高等艺术学府，突出地方特色与少数民族特色，被列为新疆维吾尔自治区特色、重点学科项目建设高校，由中央音乐学院、中央美术学院、中国戏曲学院、中国传媒大学对口支援新疆艺术学院。
学院的前身是1958年成立的新疆艺术学校。1960年升格为新疆艺术学院。1962年，为响应中共中央调整国民经济的八字方针，又调整为新疆艺术学校。1987年经原国家教育委员会批准恢复成立新疆艺术学院。截至2021年5月，学校有团结路东校区、西校区和金桥路金桥校区等3个校区，占地958亩，教学科研仪器设备总值0.709亿元；有12个教学单位，30个本科专业，4个一级学科硕士授权点，1个专业硕士授权点；有教职工696人，其中专任教师473名，在校学生人数6658人。

## 历史
- 1951年，西北艺术学院新疆少数民族艺术系在西安成立。
- 1954年，并入新疆学院（新疆大学前身）艺术系。
- 1958年，新疆学院（艺术系，即原西北艺术学院新疆少数民族艺术系）分出，独立建立新疆艺术学校。
- 1960年，升格新疆艺术学院，在戏曲专业的基础上成立了“新疆戏曲学校”，为新疆艺术学院的附属中专。
- 1962年，为响应中共中央调整国民经济的八字方针，又调整为“新疆艺术学校”。
- 1987年，经原国家教育委员会批准恢复成立新疆艺术学院。
- 2004年，新疆商业学校并入。[2]

## 教学
学校现有团结路东校区、西校区和金桥路金桥校区等3个校区,占地约1000亩。
共12个教学单位包括：
- 音乐学院
- 舞蹈学院
- 美术学院
- 设计学院
- 书法学院
- 传媒学院
- 戏剧影视学院
- 文化艺术学院
- 马克思主义学院
- 公共基础部
- 成人（继续）教育学院
- 附属中等艺术学校

涵盖硕士研究生、普通本科、专科、中专等办学层次。开设了30个本科专业，涵盖艺术学、管理学、教育学、文学4个学科门类。已形成了全日制教育、成人继续教育、远程教育等多形式、多层次的办学格局，全日制在校学生人数6658人。

## 知名校友
- 佟丽娅
- 郭萱
- 帕尔哈提·哈力克
- 古力娜扎
- 迪丽热巴·迪力木拉提
- 麥迪娜·买买提
- 蒋敦豪
- 康巴尔汗·艾买提
- 哈妮克孜·吾買爾